# Relu Stoian
Relu Marian Stoian (n. 1 martie 1996, Voluntari, București, România) este un fotbalist român, care joacă pe post de portar la CSU Craiova în SuperLiga României.